# Oligopogon londti
Oligopogon londti là một loài ruồi trong họ Asilidae. Oligopogon londti được Geller-Grimm & Hradský miêu tả năm 2003. Loài này phân bố ở vùng Cổ Bắc giới và châu Á.